# 御廟野古墳
御廟野古墳（ごびょうのこふん）は、京都府京都市山科区にある古墳。形状は八角墳。古墳時代終末期の古墳である。宮内庁により「山科陵（やましなのみささぎ）」として第38代天智天皇の陵に治定されている。

## 概要

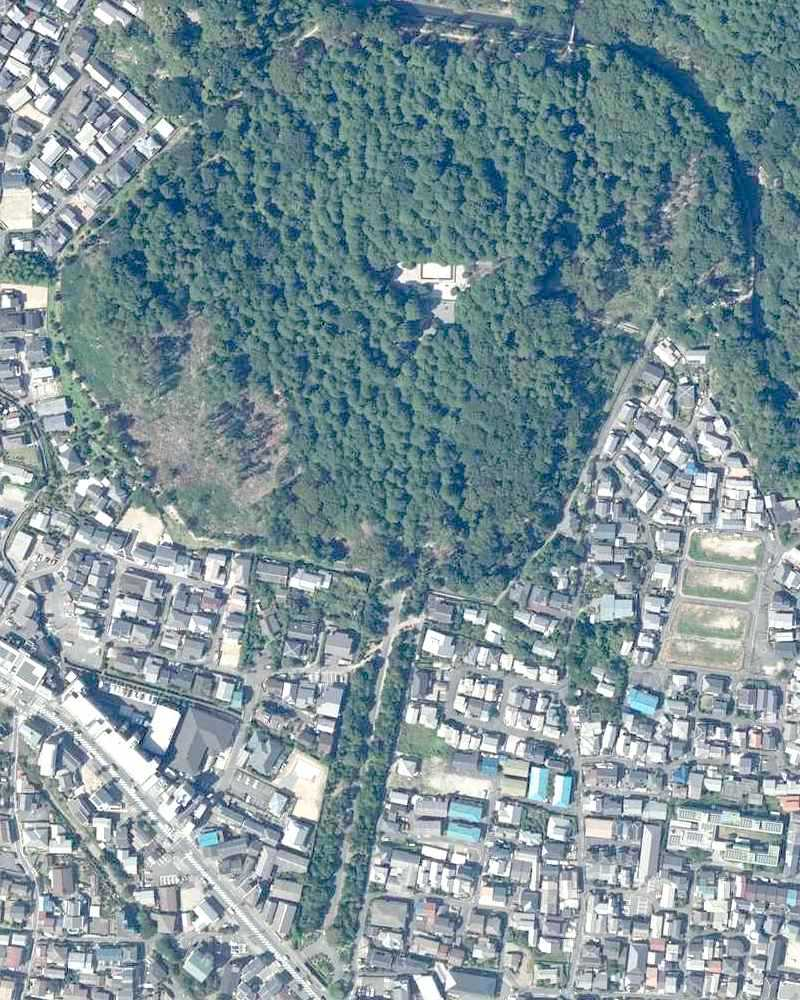
航空写真（2020年）

本古墳は、被葬者の実在性にも、天皇陵古墳に比定することにも問題がない、つまり、「天智天皇陵」と呼称してもほぼ間違いのない古墳である。このような古墳は非常に稀であり、他には天武・持統合葬陵の野口王墓があるだけである。なお明治天皇の伏見桃山陵以降、現在に至るまで天皇陵は上円下方墳の形式で築造されているが、その手本となったのが大正時代当時に上円下方墳と見做された本古墳である。
築造年代は7世紀末から8世紀。古墳の大きさは、上円下方墳と見做す場合、上円対辺長約46メートル、下方辺長約70メートル、高さ8メートルである。
八角墳は7世紀の中葉になると、大王墓のみが営むようになる。現在知られているかぎりでは、奈良県桜井市の段ノ塚古墳（現舒明天皇陵）、奈良県高市郡明日香村の牽牛子塚古墳（斉明天皇陵か）・野口王墓（現天武・持統陵）・中尾山古墳（文武天皇陵か）、それに御廟野古墳などが八角形平面の墳丘を持っている。日本では初めて大王に固有の型式の陵墓が出現したといえる。これらのほかに、奈良県高市郡高取町の束明神古墳（草壁皇子の真弓山稜か）、方形墳の上に八角形の墳丘を造っている可能性のある明日香村の岩屋山古墳などが八角形墳の可能性を指摘されている。

## 祭祀
歴史的に重要視され、『延喜式』の『諸陵式』では10の近陵の一つに列せられ、明治天皇の即位の礼の際にも清水谷中納言が勅使が参向し奉幣が捧げられた。尚、現在も宮内庁の「山科陵」の立て札がある参道の入り口の左側には時を知らせた生前の功績に因んで日時計が安置されている。

## 交通アクセス
- 京阪バス 陵ヶ岡天智天皇陵下車すぐ。